# Luis Lehnert
Luis Lehnert, né le 12 juin 2000, est un coureur du combiné nordique allemand.

## Biographie
Licencié au WSV Oberaudorf, il est distingué aux Jeux nordiques de l'OPA, en 2015 à Seefeld, où il gagne la compétition chez les plus jeunes.
En 2017, il participe à son premier championnat du monde junior, se classant notamment cinquième de l'épreuve individuelle, puis remporte ensuite deux épreuves dans la Coupe OPA à Hinterzarten et Chaux-Neuve.
En décembre 2017, il est alors appelé pour sa première manche de Coupe du monde à Ramsau am Dachstein, avant de monter sur son premier podium en Coupe continentale à Ruka (3e de la mass-start). Il remporte une médaille d'argent aux Championnats du monde junior à Kandersteg, sur la compétition par équipes. Lors de l'édition 2019 à Lahti, il gagne le titre sur cette même épreuve. Il retrouve la Coupe du monde à Klingenthal et en profite pour marquer ses premiers points avec une 23e place. Ensuite, il conserve sa forme à Nijni Taguil, où s'offre son premier succès dans la Coupe continentale.

## Palmarès

### Coupe du monde
- Meilleur classement général : 59e en 2019.
- Meilleur résultat individuel : 23e.

#### Classements détaillés
| Année     | Classement général final |
| --------- | ------------------------ |
| 2018-2019 | 59e                      |

### Championnats du monde junior
| Épreuve / Édition | Épreuve / Édition | Soldier Hollow 2017 | Kandersteg 2018 | Lahti 2019 | Oberwiesenthal 2020 |
| ----------------- | ----------------- | ------------------- | --------------- | ---------- | ------------------- |
| Gundersen (10 km) | Gundersen (10 km) | 5e                  | 17e             | 19e        |                     |
| Gundersen (5 km)  | Gundersen (5 km)  |                     | 7e              | 15e        | 19e                 |
| Par équipes       | Par équipes       | 5e                  | Argent          | Or         | 4e                  |

### Coupe continentale
- 2 podiums individuels, dont 1 victoire.